# Nemosoma attenuatum
Nemosoma attenuatum is een keversoort uit de familie schorsknaagkevers (Trogossitidae). De wetenschappelijke naam van de soort werd in 1915 gepubliceerd door Edwin Cooper Van Dyke.